# Ugaf
Ugaf (vagy Wegaf) az ókori egyiptomi XIII. dinasztia egyik uralkodója. Több forrásból ismert, köztük egy sztéléről és szobrokról. Egy szkarabeuszról ismert egy azonos nevű tábornok, aki talán azonos az uralkodóval.

## Említései
A torinói királylistán egy Hutauiré nevű király szerepel a XIII. dinasztia első uralkodójaként. Egyes kutatók, különösen Kim Ryholt azonban úgy vélik, hogy a lista szerzője összetévesztette Hutauiré nevét Szehemré Hutaui Szobekhotep trónnevével, ezért helyezte Ugafot a dinasztia elejére a közepe helyett. Ryholt, Darrell Baker és mások Szehemré Hutaui Szobekhotepet tartják a XIII. dinasztia első fáraójának és IV. Amenemhat fiának.
Egy Abüdoszban talált, egy uralkodó 4. évére datált sztélét, melyet Upuaut felvonulási útja megőrzésére állítottak és ma az Egyiptomi Múzeumban található (JE 35256) I. Noferhotep kisajátított, de Anthony Leahy feltételezése szerint eredetileg Ugaf állíttatta. Ezzel Baker is egyetért, Ryholt azonban nem, szerinte a sztélé eredeti állíttatója a dinasztia egy másik uralkodója, Széth Meribré.

## Név, titulatúra
A fáraók titulatúrájának magyarázatát és történetét lásd az Ötelemű titulatúra szócikkben.
| G5 |

| G5 |

| sxm | R8A |

| sxm | R8A |

| sxm | R8A |

| sxm | R8A |

| G5 |

| G5 |

| sxm | R8A |

| sxm | R8A |

| sxm | R8A |

| sxm | R8A |

| G16 |

| G16 |

| xa · a | G30 |

| xa · a | G30 |

| G16 |

| G16 |

| xa · a | G30 |

| xa · a | G30 |

| G8 |

| G8 |

| mr | i | i | N16 · N16 |

| mr | i | i | N16 · N16 |

| G8 |

| G8 |

| mr | i | i | N16 · N16 |

| mr | i | i | N16 · N16 |

| M23 | L2 |

| M23 | L2 |

| ra | D43 · N17 · N17 |

| ra | D43 · N17 · N17 |

| ra | D43 · N17 · N17 |

| ra | D43 · N17 · N17 |

| ra | D43 · N17 · N17 |

| ra | D43 · N17 · N17 |

| ra | D43 · N17 · N17 |

| ra | D43 · N17 · N17 |

| M23 | L2 |

| M23 | L2 |

| ra | D43 · N17 · N17 |

| ra | D43 · N17 · N17 |

| ra | D43 · N17 · N17 |

| ra | D43 · N17 · N17 |

| ra | D43 · N17 · N17 |

| ra | D43 · N17 · N17 |

| ra | D43 · N17 · N17 |

| ra | D43 · N17 · N17 |

| G39 | N5 | \| \| |
|     |    |       |

|  |

| G39 | N5 | \| \| |
|     |    |       |

|  |

| w | g | F18 · f |

| w | g | F18 · f |

| w | g | F18 · f |

| w | g | F18 · f |

| w | g | F18 · f |

| w | g | F18 · f |

| w | g | F18 · f |

| w | g | F18 · f |

| G39 | N5 | \| \| |
|     |    |       |

|  |

| G39 | N5 | \| \| |
|     |    |       |

|  |

| w | g | F18 · f |

| w | g | F18 · f |

| w | g | F18 · f |

| w | g | F18 · f |

| w | g | F18 · f |

| w | g | F18 · f |

| w | g | F18 · f |

| w | g | F18 · f |

## Fordítás
- Ez a szócikk részben vagy egészben  a   Wegaf című angol Wikipédia-szócikk ezen változatának fordításán alapul.  Az eredeti cikk szerkesztőit annak laptörténete sorolja fel. Ez a jelzés csupán a megfogalmazás eredetét és a szerzői jogokat jelzi, nem szolgál a cikkben szereplő információk forrásmegjelöléseként.